# Luozhuang
Der Stadtbezirk Luozhuang (chinesisch 罗庄区, Pinyin Luózhuāng Qū) ist ein Stadtbezirk in der ostchinesischen Provinz Shandong. Er gehört zum Verwaltungsgebiet der bezirksfreien Stadt Linyi. Luozhuang hat eine Fläche von 568,5 km² und zählt 510.945 Einwohner (Stand: Zensus 2010). Regierungssitz ist das Straßenviertel Luozhuang (罗庄街道).

## Administrative Gliederung
Auf Gemeindeebene setzt sich der Stadtbezirk aus acht Straßenvierteln zusammen. 